# 익조
익조(翼祖, ?~?)는 조선의 추존왕으로, 도조(度祖)의 아버지, 환조(桓祖)의 조부, 태조(太祖)의 증조부이다. 이름은 이행리(李行里)이다. 조선 개국 이후 증손자인 태조에 의해 익왕(翼王)으로 추봉되었다가 고손자인 태종 때 익조(翼祖) 강혜성익대왕(康惠聖翼大王)으로 재추봉되었다. 능(陵)은 함경남도 안변군에 위치한 지릉(智陵)이며, 아내인 정숙왕후(貞淑王后) 최씨(崔氏)의 능(陵)인 숙릉(淑陵)은 함경남도 문천군에 위치해 있다.

## 가계
- 부왕: 목조
- 모후: 효공왕후 이씨
  - 부인: 손씨(孫氏)
    - 함녕대군(咸寧大君) 이안(李安) 또는 이규수(李嬀水)
    - 함창대군(咸昌大君) 이장(李長) 또는 이복(李福)

  - 왕후: 정숙왕후 최씨
    - 함원대군(咸原大君) 이송(李松)
    - 도조대왕(度祖大王) 이춘(李椿)
    - 함천대군(咸川大君) 이원(李源)
    - 함릉대군(咸陵大君) 이고태(李古泰)
    - 함양대군(咸陽大君) 이전(李腆)
    - 함성대군(咸城大君) 이응거(李應巨)
    - 안의공주(安懿公主) - 좌군도통제(左軍都統制) 주단(朱端)에게 하가(下嫁)